# Paratettix striata
Paratettix striata är en insektsart som först beskrevs av Ambroise Marie François Joseph Palisot de Beauvois 1805.  Paratettix striata ingår i släktet Paratettix och familjen torngräshoppor. Inga underarter finns listade i Catalogue of Life.